# Oleg Andronic
Oleg Andronic (Chișinău, 6 febbraio 1989) è un ex calciatore moldavo, di ruolo attaccante.

## Palmarès

### Club

#### Competizioni nazionali
- Coppa di Moldavia: 1

Milsami Orhei: 2017-2018